# Setren (Ngasem)
Setren is een bestuurslaag in het regentschap Bojonegoro van de provincie Oost-Java, Indonesië. Setren telt 3656 inwoners (volkstelling 2010).